# سونالار
سونالار (به لاتین: Sonalar) یک منطقه مسکونی در جمهوری آذربایجان است که در شهرستان گدابیگ واقع شده است. سونالار ۳۰۵ نفر جمعیت دارد.